# ピエール・フォルトム

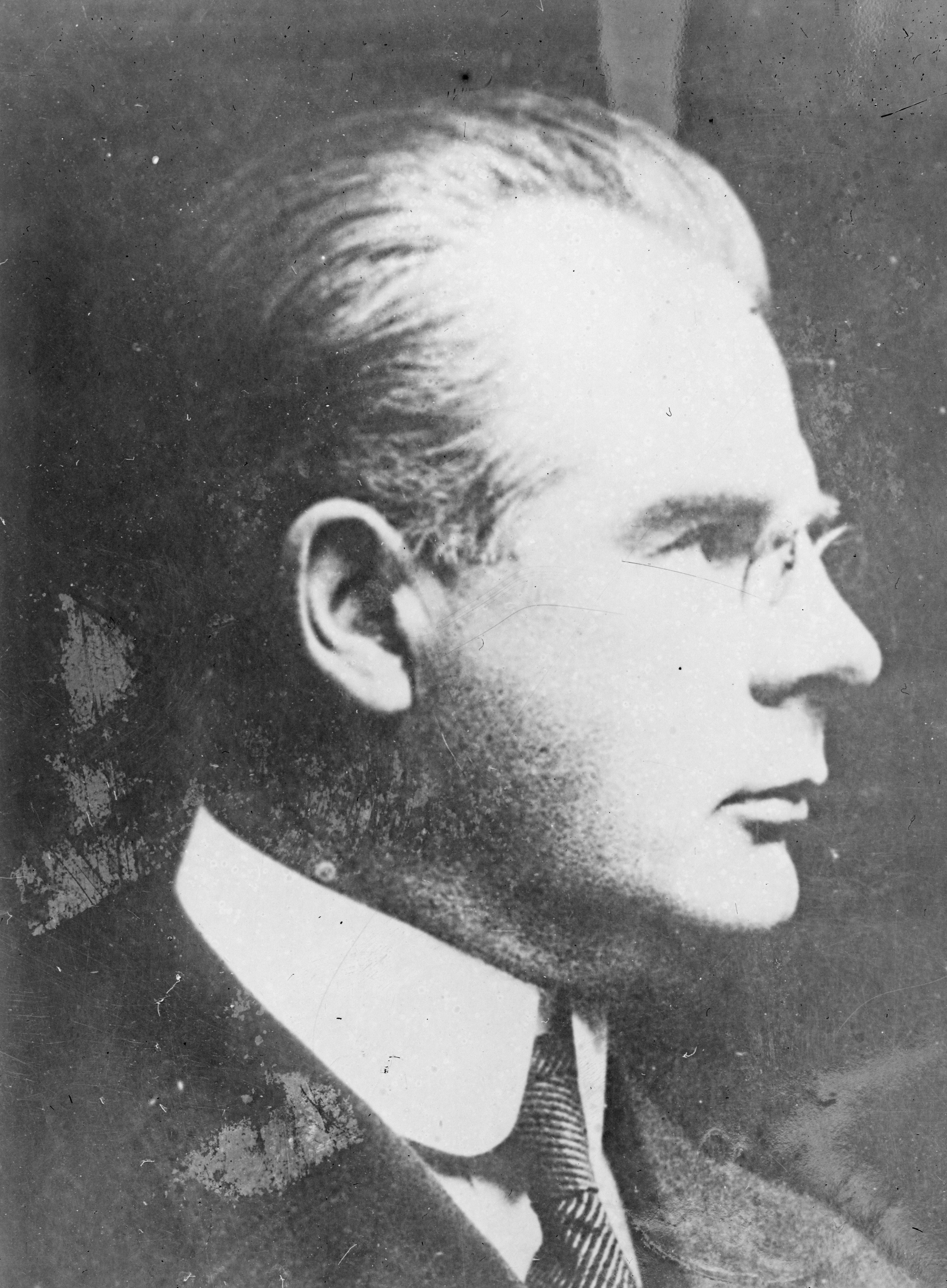

ピエール・フォルトム（Pierre Attilio Forthomme, 1877年5月24日 - 1959年12月2日 ）は、ベルギーの外交官。第2代駐日ベルギー大使。

## 概要
前任のアルベール・ド・バッソンピエール初代ベルギー特命全権大使の後任の特命全権大使として1939年11月に日本に着任したが、日本が1941年12月の真珠湾での奇襲攻撃により第二次世界大戦に突入した結果として任期は短縮された。第二次世界大戦の勃発後、日本ベルギー両国関係は断絶した。